# Mörttjärnen (Brunskogs socken, Värmland)
Mörttjärnen är en sjö i Arvika kommun i Värmland och ingår i Göta älvs huvudavrinningsområde.